# Shenton Thomas
Sir Shenton Whitelegge Thomas, GCMG (* 10. Oktober 1879; † 15. Januar 1962 in London), war ein britischer Kolonialverwalter.
Shenton Thomas wurde 1929 Gouverneur von Nyasaland, dem heutigen Malawi, von 1932 bis 1934 der Goldküste sowie von 1934 bis 1942 und dann wieder 1945/46 der letzte Gouverneur der Straits Settlements auf der malaiischen Halbinsel. Zusammen mit Luftmarschall Robert Brooke-Popham und Generalleutnant Arthur Percival war er für die Verteidigung der Halbinsel und im Besonderen für Singapur verantwortlich. Zum Zeitpunkt der ersten japanischen Angriffe Anfang Dezember 1941 residierte er mit seiner Frau im Fullerton Hotel in Singapur.
Während der japanischen Besatzungszeit war er vom 15. Februar 1942 bis zum 15. August 1945 deren Kriegsgefangener in Lagern auf Formosa und danach in Mandschukuo.
Zu seinem Gedenken ist eine Straße in Singapur nach ihm benannt worden, der Shenton Way.
1931 wurde er als Knight Commander des Order of St. Michael and St. George in den persönlichen Adelsstand erhoben. 1937 wurde er zum Knight Grand Cross desselben Ordern ernannt.